# Jaroslav Vizdal
Jaroslav Vizdal (1926–1994) szlovák régész, a nagymihályi Zempléni Múzeum igazgatója.

## Élete
1945-1950 között Brünnben tanult művészettörténetet, klasszika archeológiát és filozófiát. 1953-ban megvédte szigorlati munkáját Lőcsei Pál mesterről. 1957-től dolgozott régészként a Zempléni Múzeumban. 
Ásatott végzett többek között Nagyráskán és Tibán.

## Művei
- 1947 Zásady môjho sídlištno-archeologického výskumu. HSb 5, 129-142.
- 1948 Predhistorické sídlisko na plošine Bratislavského hradu. HSl 5, 54-62, 221-222, 231.
- 1959 Neolitické nálezy v Kopčanoch, okres Michalovce. Archeologické rozhledy XI/6, 785-787, 806, 810. (tsz. Jozef Paulík)
- 1961 Neolitická jama z Oborína. Arch. roz. XIII/3, 318-325, 349-351.
- 1961 Záchranný výskum na neolitickom sídlisku v Michalovciach. Arch. roz. XIII/6, 871-875. (tsz. Stanislav Šiška)
- 1962 Neolitické hroby z Oborína na Slovensku. Arch. roz. XIV/5, 605-609, 637-638.
- 1962 Neolitická jama z Michaloviec - "Hrádku". Arch. roz. XIV/6, 761-765, 801.
- 1962 Hromadný nález bronzov v Slavkovciach. Arch. roz. XIV/6, 793-800, 804-805
- 1962 K problému strediska Veľkomoravskej ríše. HČ 10, 547-562.
- 1962 K otázke lokalizácie veľkomoravského hradu v Mikulčiciach. GeogrČ 14, 105-117.
- 1962 Holíč a Kopčany - niekdajšia brána k veľkomoravskému hradu v Mikulčiciach. VlČ 11, 12-13.
- 1963 Hromadný nález slovanských nádob v Odoríne. Arch. roz. XV/3, 365-366, 372-376.
- 1964 Svätoplukova metropola, jej poloha a vznik. KSl, 324-328.
- 1964 Veľkomoravské hrady na Slovensku. In: Sborník Karlu Tihelkovi. Brno, 184-194.
- 1964 Nález bukovohorského idolu na neolitickom sídlisku v Lastovciach. Arch. roz. XVI/3, 427-432.
- 1971 Michalovce a okolie.
- 1977 Tiszapolgárske pohrebisko vo Veľkých Raškovciach. Košice.
- 1978 Kultový objekt potiskej kultúry na východnom Slovensku. Arch. roz. XXX/4, 361-371.
- 1980 Potiská kultúra na východnom Slovensku. Košice.
- 1981 Ojedinelý nález halštatskej železnej sekerky z Vinného, okr. Michalovce. Arch. roz. XXXIII/5, 556-557.
- 1982 Nález neolitickej zásobnice z Kuzmíc, okr. Trebišov. Arch. roz. XXXIV/1, 63.
- 1982 Dva nové nálezy kadlubov zo Zemplínskej nížiny. Arch. roz. XXXIV/2, 204, 239.
- 1982 Ďalšie hroby na keltskom pohrebisku v Ižkovciach. Arch. roz. XXXIV/5, 488-491, 581-582.
- 1984 Zvláštny remeselno-výrobný nástroj z doby medenej. Arch. roz. XXXVI/6, 668-669.
- 1984 Ojedinelý nález bronzovej kopije z Vrbnice, okr. Michalovce. Arch. roz. XXXVI/6, 669-670.
- 1985 Príspevok k neolitickému osídleniu blízkeho okolia Michaloviec. Arch. roz. XXXVII/1, 93-96.
- 1986 Ďalšie sídliskové objekty a kostrový hrob s vypichovanou keramikou vo Veľkých Raškovciach, okr. Trebišov. Arch. roz. XXXVIII/6, 609-622.